# Віла-Пока-де-Агіар
Ві́ла-По́ка-де-Агіа́р (порт. Vila Pouca de Aguiar; МФА: [ˈvi.ɫɐ ˈpo.kɐ dɨ ɐ.gi.ˈaɾ], Ві́ла-По́ка-ди-Агіа́р, «Агіарське мале містечко») — муніципалітет і містечко в Португалії, в окрузі Віла-Реал. Розташований у північній частині країни, на теренах історичної португальської провінції Трансмонтана. Належить до Віла-Реальської діоцезії Католицької церкви в Португалії. Права міського самоврядування має з 1206 року. Поділяється на 14 парафій. За адміністративним поділом, чинним до 1976 року, був складовою провінції Трансмонтана і Верхнє Дору. Площа муніципалітету — 437,07 км², населення муніципалітету — 13187 ос. (2011); густота населення — 30,17 осіб/км²
. Патрон — Спаситель. Святковий день муніципалітету — 22 червня. Поштовий індекс — 5450.  Код місцевої адміністративної одиниці — 1713. Складова статистичного регіону Північ.

## Назва
- Віла-Пока-де-Агіар (порт. Vila Pouca de Aguiar, стара орфографія: порт. Villa Pouca de Aguiar) — сучасна португальська назва.

## Географія
Віла-Пока-де-Агіар розташована на півночі Португалії, в центрі округу Віла-Реал.
Віла-Пока-де-Агіар межує на півночі з муніципалітетом Шавеш, на сході — з муніципалітетами Валпасуш і Мурса, 
на півдні — з муніципалітетами Аліжо, Саброза і Віла-Реал, на заході — з муніципалітетом Рібейра-де-Пена, на північному заході — з муніципалітетом Ботікаш.

## Історія
1206 року португальський король Саншу I надав Віла-Поці форал, яким визнав за поселенням статус містечка та муніципальні самоврядні права.

## Населення
| Кількість мешканців | Кількість мешканців | Кількість мешканців | Кількість мешканців | Кількість мешканців | Кількість мешканців | Кількість мешканців | Кількість мешканців | Кількість мешканців | Кількість мешканців | Кількість мешканців | Кількість мешканців | Кількість мешканців | Кількість мешканців | Кількість мешканців |
| ------------------- | ------------------- | ------------------- | ------------------- | ------------------- | ------------------- | ------------------- | ------------------- | ------------------- | ------------------- | ------------------- | ------------------- | ------------------- | ------------------- | ------------------- |
| 1864                | 1878                | 1890                | 1900                | 1911                | 1920                | 1930                | 1940                | 1950                | 1960                | 1970                | 1981                | 1991                | 2001                | 2011                |
| 15 802              | 15 926              | 16 104              | 16 047              | 17 496              | 17 113              | 18 108              | 20 552              | 23 412              | 25 394              | 21 420              | 20 121              | 17 081              | 14 998              | 13 187              |